# Schneider Rock
Schneider Rock är en kulle i Antarktis. Den ligger i Västantarktis. Inget land gör anspråk på området. Toppen på Schneider Rock är 32 meter över havet.
Terrängen runt Schneider Rock är platt västerut, men österut är den kuperad. Trakten är obefolkad. Det finns inga samhällen i närheten.